# 鵝湖の会
鵝湖の会（がこのかい）は、中国南宋時代の淳熙2年（1175年）に鵝湖山（現在の江西省上饒市鉛山県）上の鵝湖寺において、儒学者の朱熹（朱子）と陸九淵（象山）らが直に対面して行った会談である。

## 朱子と陸象山

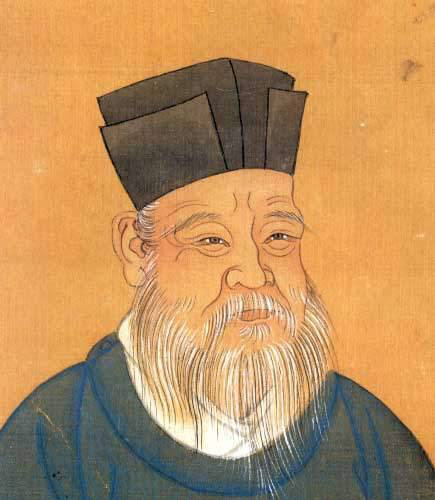
朱熹（朱子）

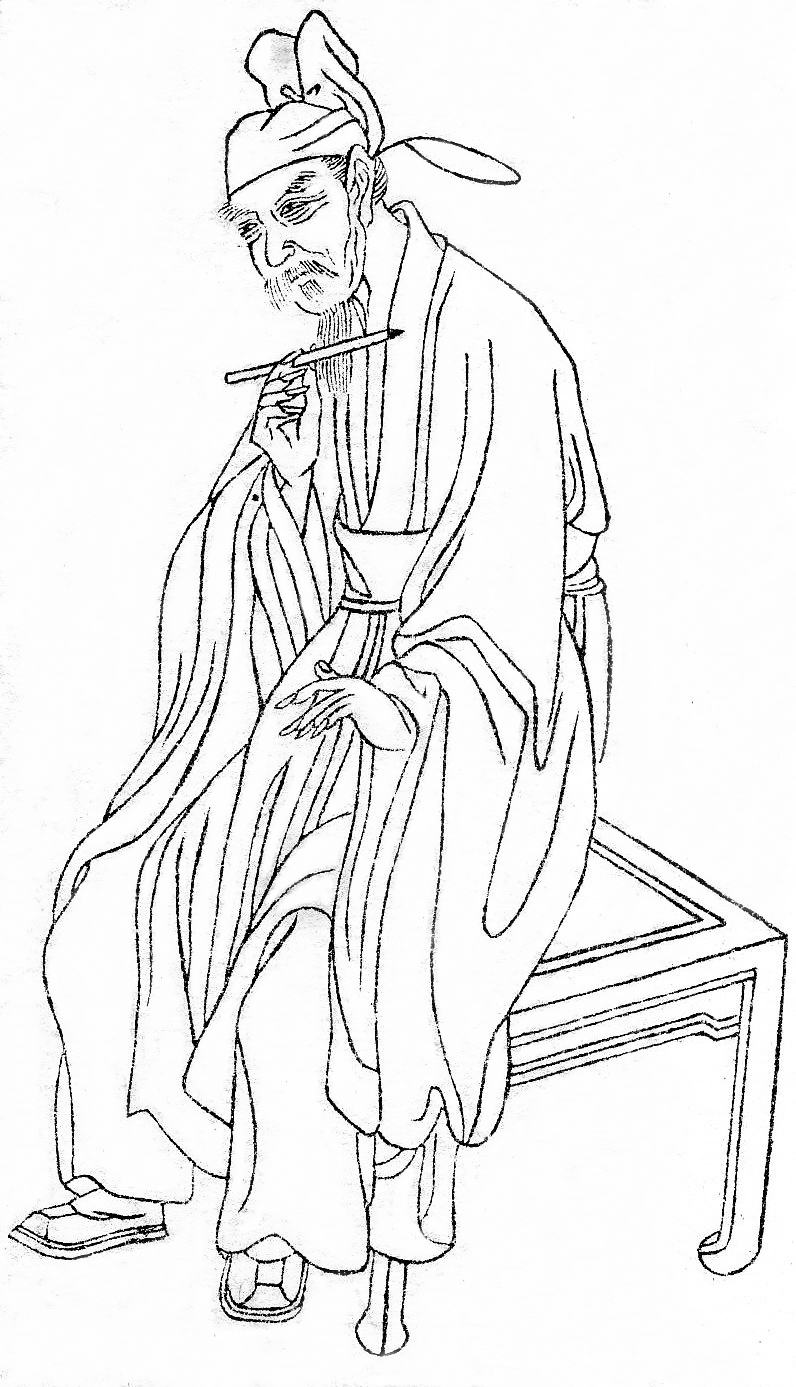
陸九淵（象山）

南宋時代の新しい儒学（朱子学）の大成者である朱熹は、程顥・程頤（二程）らの思想をもとに、仏教思想の論理体系や道教の手法を取り入れつつ、儒教独自の新たな理論として壮大な体系に仕立て上げ、程朱学と称された。朱熹は理気二元論を導入し、「理」（天地万物の法則）と「気」（万物を構成する要素）は不離不雑であり、人倫道徳においては人間の持つ「性」（人の善なる本性）「情」（感情や欲望）のうち「性」こそが「理」であるとする「性即理」説を唱えた。これを性理学と称する。
いっぽう、同時代の陸象山は心（性）と「理」は一体であるとし、朱子学のように両者を区分せず、人間の心そのものが「理」であると肯定する「心即理」説を唱えた。これを心学と呼ぶ。朱熹は陸象山の心学を批判し、逆に陸象山の兄の陸九齢らは朱熹に書状で非難するなど、両者の論は互いに交わることがなかった。

## 鵝湖寺の約会
淳熙2年（1175年）4月、東陽県に在任中の儒学者呂祖謙が崇安にいた朱熹を訪ねた。呂祖謙は浙東功利学派の学者で朱熹とは異なる学流に属したが、2人は朱熹の書斎である寒泉精舎で共に二程らの著作について研究を重ね、『近思録』としてまとめた。6月、呂祖謙が東陽へ帰るにあたり、朱熹は呂祖謙の誘いを受けて信州（現在の江西省上饒市）まで赴き、その地の名刹鵝湖寺において陸兄弟らとの対面を果たした。当代の大学者が直に顔を合わせる対論であることから大いに注目され、劉清之（子澄）・趙景明・潘景憲（叔度）など江西から浙江・福建にかけての官僚・学者・両学派の弟子など百数名が集まったという。時に朱熹46歳、陸九齢44歳、陸象山は37歳であった。

## 激しい論戦
対論は3日にも及ぶ激しい論争となった。陸兄弟は「まず人の心を明らかにし、その後に書物を読んで万物に通じる」ことを主張したが、朱熹は「広く書物を読んでそれらを集約する」ことが重要であると主張。陸象山は「（儒教で理想の世とする）堯舜の時代以前には書物が無かったのにどうやって学問したのか」と問うと、朱熹は「格物致知」すなわち事物に学び理を窮めていくことが聖人に至る道であると強調、両者は全くの平行線をたどった。朱熹は陸兄弟を「太簡空疎（簡略過ぎて中身がない）」と評し、陸兄弟は朱熹を「支離滅裂（言っていることがバラバラ）」と評価。結局3日間の論争でも両者の思想は一致することなく、むしろ互いの考えが根底から相違することを確認する場となった。
以下は陸象山が朱子との論争の間に詠んだ詩である（『陸九淵集』巻三十四）。
| 墟墓興哀宗廟欽 | 墟墓に哀を興し宗廟につつしむ               |
| 斯人千古不磨心 | かの人 千古不磨の心                        |
| 涓流滴到滄溟水 | 涓流したたり到る滄溟の水                   |
| 拳石崇成泰華岑 | 拳石たかくして成る泰華の岑（みね）         |
| 易簡工夫終久大 | 易簡の工夫つひに久大                       |
| 支離事業竟浮沈 | 支離の事業つひに浮沈                       |
| 欲知自下升高處 | ひくきより高きにのぼるところを知らんと欲す |
| 真偽先須辨只今 | 真偽まずすべからくただ今に弁ずるべし       |

第二句の「千古不磨の心」がまさに陸象山の心学を表した語であり、それを理解できない朱子の支離滅裂（第六句）な学問は浮き沈みするだけで成果を挙げることはない。真偽はまずこの今を実感することから始めるべきであるという意味である。
なお前述した「まず人の心を明らかにし、その後に書物を読んで万物に通じる」という陸兄弟の主張に基づくならば、陸象山は決して読書を軽視していたわけでなく、心を明らかにした後には、むしろ積極的に読書に取り組まなければならないと考えていたともいえる。実際に陸象山は、杜預『春秋経伝集解』の精読を求め、また自ら『春秋伝』の執筆を企図したこともあった。これらのことを根拠に、この詩は「心」から「読書」という段階的な修養の必要性を説いたものであり、第三・四句、および第七句こそを重視すべきだとする説もある。
これに対し、3年後に朱子は陸象山を批判して以下の詩を返した（『晦庵先生朱文公文集』巻四）。
| 徳業流風夙所欽 | 徳業流風し つとに欽ぶところ        |
| 別離三載更關心 | 別離して三載 さらに心に関はる      |
| 偶携藜杖出寒谷 | たまたま藜杖を携へて寒谷を出で     |
| 又枉籃輿度遠岑 | また籃輿をまげて遠き岑をわたる     |
| 舊學商量加邃密 | 旧学商量して邃密を加へ             |
| 新知培養轉深沈 | 新たに培養を知り うたた深く沈む    |
| 只愁説到無言處 | ただ愁ふ 言なきの処に説き到り      |
| 不信人間有古今 | 人間（じんかん）に古今あるを信ぜず |

第七句・八句で朱子は陸象山を真っ向から批判し、人間社会には言葉を超えた真理があり、それは時代の変化によっても変わるもので千古不磨の心など存在しないと断言している。
このように結論を得るには到らず、物別れに終わった会ではあったが、当時の二大思想家が直に対面して論争したことの影響は大きく、後世この会を記念して鵝湖山に四賢堂が建立された。朱熹・陸九淵・陸九齢・呂祖謙の位牌が設置され、「頓漸同帰」の字が書かれた扁額が掲げられた。